# Стань звездой
«Стань звездой» — российское музыкальное реалити-шоу телеканала «Россия» и Ways Media, а также Комсомольской правды и Европы Плюс. Один из первых музыкальных телепроектов по поддержке молодых исполнителей.
Выходил на телеканале «Россия» с 7 сентября по 28 декабря 2002 года. В результате проекта появилась группа «Другие правила», куда вошли пять финалистов этого телепроекта — Алёна, Жаннет, Карина, Рома, Лёша.

## История
В 2002 году, когда в российском телеэфире уже прошли первые сезоны таких реалити-шоу, как «Последний герой» (ОРТ) и «За стеклом» (ТВ-6), на канале «Россия» была предпринята попытка запустить своё реалити-шоу — на сей раз по поддержке молодых исполнителей. Проект получил название «Стань звездой», он является российской версией успешного телевизионного проекта «Popstars». Впервые он появился в Новой Зеландии в 1999 году и был продан в 25 стран по лицензии. В России лицензию приобрела компания «ТВ-Дом».
Канал «Россия» принято считать первопроходцем жанра музыкального реалити-шоу в РФ, ибо проект «Стань звездой» опередил «Первый канал» и его широко разрекламированную «Фабрику звёзд» на целых пять недель по времени выхода в эфир. Кроме того, в отличие от «Фабрики звёзд» у главного телеконкурента второй кнопки, где делался уклон на демонстрацию деятельности уже отобранных нескольких человек, на «России» же в эфир выдавались все отборочные туры, проходившие в различных городах России.

## Награды
На церемонии «Лица года» эту телепередачу назвали лучшим телепроектом 2002 года. По итогам телевизионного 2002 года проект вошёл в список 12 лучших программ по мнению руководителей российских телеканалов.

## Правила
Перед началом проекта проходили трёхмесячные прослушивания в течение двух дней, во время которых жюри просматривает несколько тысяч претендентов в городах Нижний Новгород, Саратов, Казань, Новосибирск, Уфа, Ростов-на-Дону, Краснодар, Екатеринбург, Санкт-Петербург, Москва. На кастинг приходили даже пожилые люди. Всего в проекте поучаствовали 8 000 человек.
В первый день прослушивались 2 песни без музыкального сопровождения. Те, кто был допущен ко 2 дню, должны были подготовить несколько из 10 предложенных песен и продемонстрировать умение танцевать.
Отбор производили трое судей:
- диджей Русской службы Би-би-си Сева Новгородцев
- продюсер Алексей Макаревич
- известная журналистка, режиссёр и телеведущая Фёкла Толстая

На 2 тур в Москве были приглашены 100 человек. Все отборочные туры снимались и показывались на телеканале «Россия».
Музыкальный продюсер телепрограммы Игорь Шиянов

## Участники
- «Другие правила»[13]:
  - Роман Береснев
  - Алёна Селезнёва
  - Алексей Игнатов (3 декабря 1976 — 7 апреля 2016)
  - Карина Ахметзарипова
  - Жаннет Кавеса
- Финалисты, вошедшие в десятку:
  - Антон Ямпольский (Москва)
  - Екатерина Рябина (Чебоксары)
  - Александр Панайотов (Запорожье)
  - Ольга Маковецкая (Екатеринбург)
  - Ксения Захарова (Великие Луки)
- Полуфиналисты, вошедшие в двадцатку:
  - Валентин Князев (Санкт-Петербург)
  - Ирина Чернышова (Санкт-Петербург)
  - Мария Семёнова (Казань)
  - Максим Шарафутдинов (Казань)
  - Агния Пасечник (Казань)
  - Эльмира Губайдулина (Ростов-на-Дону)
  - Инга Долгова (Чебоксары)
  - Игорь Шиянов (Ставрополь)
  - Екатерина Морозова
  - Андрей Лысяков (Казань)